# Joan Tuset i Suau
Joan Tuset i Suau, né à L'Arboç (Province de Tarragone, le 19 décembre 1957) est un peintre et sculpteur espagnol des XXe et XXIe siècles. Ses figures sont caractéristiques de son style. Il a créé son style au sein de l'art figuratif, reconnaissable à ses déformations du corps et à son ambiguïté sur le plan intentionnel.

## Biographie
Joan Tuset, artiste catalan, est formé dans les écoles des beaux-arts à Tarragone et Barcelone. Il a sa première exposition personnelle à Tarragone. Au cours des années 1980, il s'installe à Montréal (Canada), où il a vécu pendant six ans. Il expose dans les galeries Edimage, à la galerie Joyce Yahouda (Montréal), et Cultard. Plus tard, il expose avec la Galerie Cultard à l'Institut d'art de Chicago, et à la FIAC 87, Foire internationale d'art contemporain au Grand Palais à Paris.
En 1989, il s'installe à Paris, où il demeure pendant six mois et expose dans la Galerie Vision Quai.
Ces voyages sont la raison d'un changement fondamental dans sa vie et son travail. Par la suite, ses œuvres sont devenues plus figuratives et ses personnages ont pris une base plus classique, tandis que son style s'est enrichi avec des déformations plus personnelles et expressives. Quand il a déménagé en Catalogne, il s'est installé entre Barcelone et l'Arboç. Il a ensuite effectué plusieurs expositions, tant à l'intérieur qu'à l'extérieur de l'Espagne, dans des villes comme Tarragone, Gérone, Barcelone, Valladolid, Salamanque, Düsseldorf, Rome, Paris et au Portugal.

## L'œuvre

### Peinture

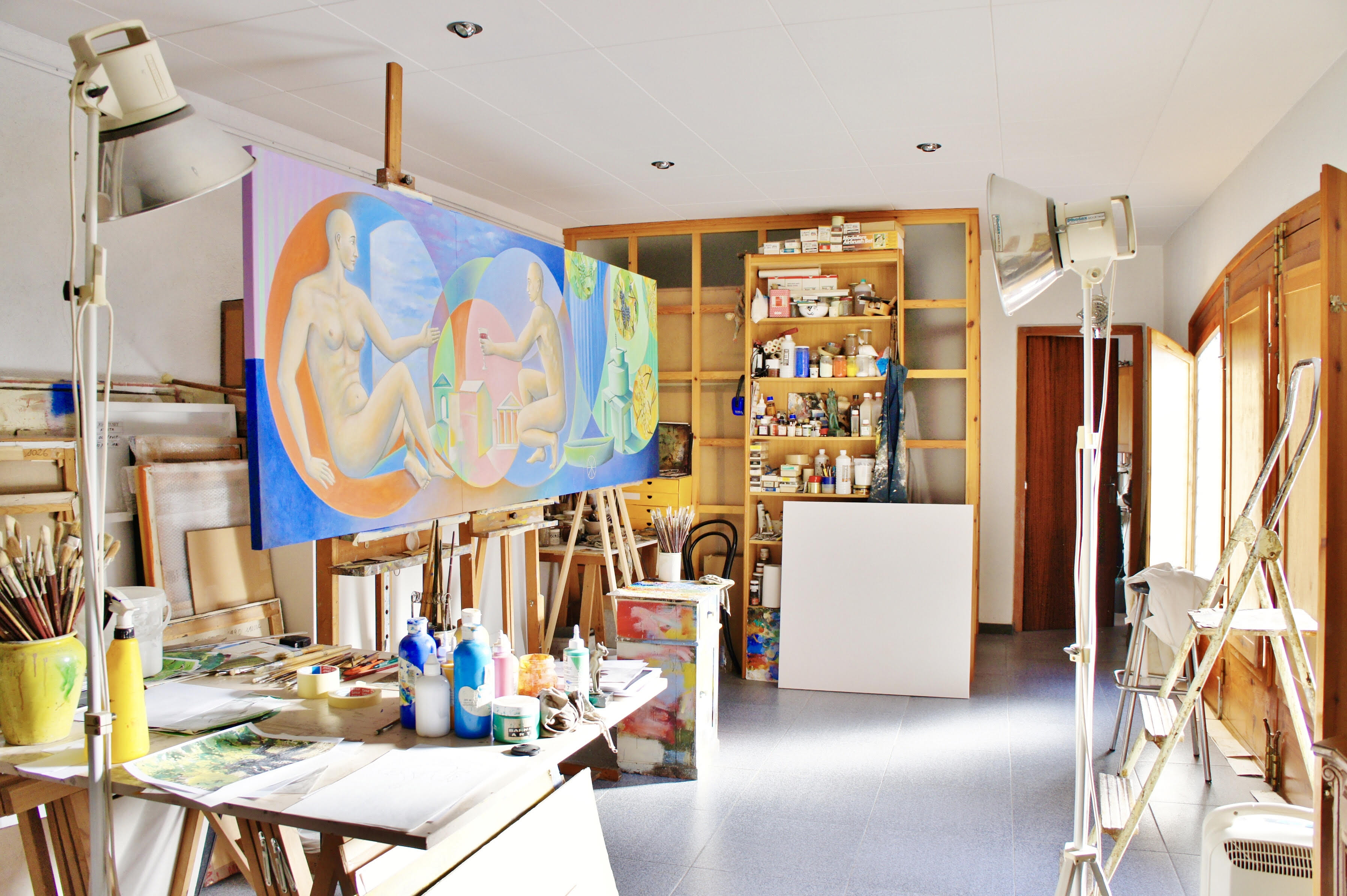
Atelier de Joan Tuset à L'Arboç en 2012

Peintre figuratif fidèle à ses principes et à la figure humaine, il est un artiste qui a défini une proposition rigoureuse et personnelle, en prenant les valeurs de l'art et le classicisme. Il utilise la peinture pour améliorer, avec une charge symbolique, la passion et l'ironie, qui fournissent une rare puissance dramatique à son travail et conduisant à des interprétations multiples et un flux d'idées.
Son style, d'une forte présence symbolique, a des réminiscences surréalistes.
Le critique d'art Josep Maria Cadenas a écrit, la figure humaine est essentielle dans le travail de Joan Tuset, qui s'occupe d'elle, non seulement à la reproduire dans son aspect formel, mais aussi pour exprimer la diversité des situations émotionnelles. L'honnêteté et l'expression personnelle qui se trouve dans ses œuvres sont ce qui les rend très intéressants.
Selon Josep Maresme i Pedregosa, membre l'ICOM, "son style personnel donne plus de force et de caractère dans toute son œuvre, il est compréhensible, ce qui donne un sens très personnel de la beauté.
Tuset peint des personnages qui ont des volumes assez marqués. Les poses révèlent souvent une tension physique extrême. Débarrassés de tout signe anecdotique (aucun accessoire, pas de cheveux sur sa tête… qui signaleraient une époque), chacun impose sa masse charnelle tout en restant dans l'intemporel. L'artiste suggère plus qu'il ne montre, conduisant ainsi à abandonner tout a priori pour entrer dans son univers, un univers d'un érotisme d'autant plus lancinant que la sexualité ne s'y exprime qu'à l'état latent. Comment rester indifférent à cette volupté si bien maîtrisée. Je pense que vous pouvez admirer son travail avec soin et le savourer comme il le mérite".
Plus récemment, il a introduit dans ses œuvres des réflexions plus complexes et intellectualisé sur son environnement les choses autour de lui, son atelier, sa spiritualité et son jour à jour, d'où il prend les idées pour créer son art. Son œuvre révèle un profond intérêt pour la couleur. Ses nouvelles œuvres sont la parfaite synthèse de ses expériences passées. Il nous confronte à une nouvelle expérience de la peinture.

### Sculpture

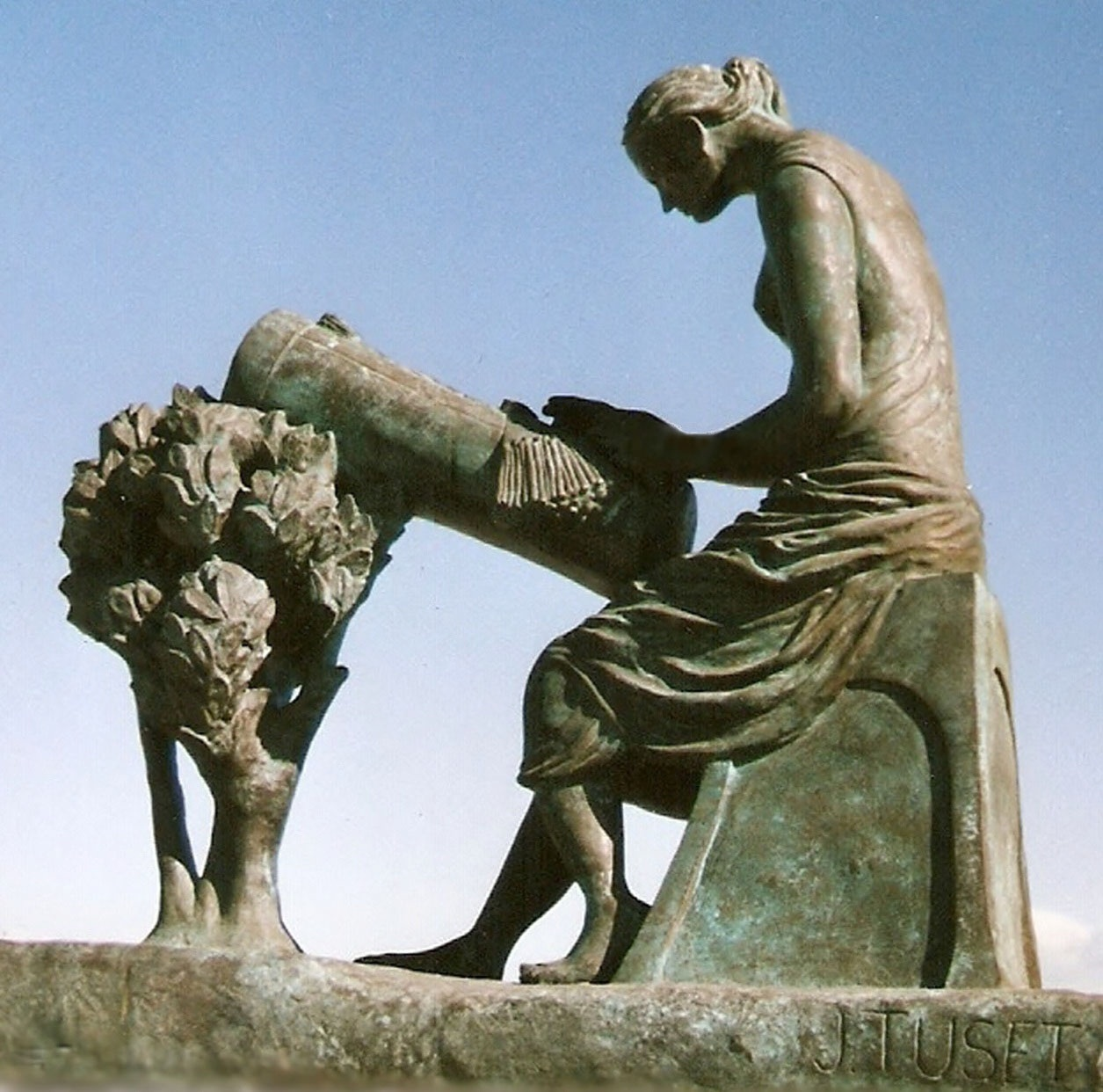
Monument à la dentellière de L'Arboç. Œuvre en bronze par le sculpteur Joan Tuset 2005.

En ce qui concerne la sculpture, à un âge précoce, il a commencé à s'intéresser à la modélisation en argile. Généralement, il utilise dans son travail l'argile, plâtre et le bronze, sans pour autant renoncer à d'autres matériaux susceptibles d'enrichir le résultat final de son travail. En 2005, il reçut la mission de créer le monument à La dentellière de l'Arboç, sculpture en bronze située dans la rotonde de la route N-340 à l'entrée de l'Arboç, qui a été inaugurée par le ministre du commerce et du tourisme de la Généralité de Catalogne, Josep Huguet.

## Principales œuvres
- "Le rêve" 1986. technique mixte sur toile 132 × 229 cm, Collection Lavalin, Montreal.
- "Odalisca" 1987. technique mixte sur toile 132 × 229 cm, Collection Kauffman, Montreal.
- "Les lignes de lumière" 1982. huile sur toile 73 × 64 cm. Collection privée, Vancouver.
- "Les salles d'attente" 1983. huile sur toile 122 × 122 cm. Collection privée, Montreal.
- "Les âges de l'homme" 1984. huile sur toile 67 × 76 cm. Collection privée, Montreal.
- "Tête d'homme" 2005. petite sculpture en bronze 12 × 7 × 9 cm. Collection Madeleine Parizeau, Paris.
- "L'Enlèvement d'Europe"[6] 1999. technique mixte sur toile 60 × 60 cm, Collection privée, Barcelona.
- "La lluna ofesa" 2002. technique mixte sur toile 60 × 60 cm, Collection privée, Oviedo.
- " La dentellière de l'Arboç" 2005. sculpture en bronze 200 × 200 × 84 cm, Monument public, Tarragona.
- "Le vin des amants" 2012. technique mixte sur toile 100 × 300 cm, Collection privée, Barcelona.
- "The energy of memories" 2014. technique mixte sur toile 50 × 150 cm, Collection privée, Barcelona.